# Rubraea rohlfsi
Rubraea rohlfsi is een vlinder uit de familie van de Nymphalidae. De wetenschappelijke naam van deze soort is voor het eerst voorgesteld, als Acraea rohlfsi, door Ernst Suffert in een publicatie uit 1904.
Deze soort komt voor in Noord-Tanzania. 